# Galerija likovnih samorastnikov Trebnje
Galerija likovnih samorastnikov Trebnje, ustanovljena leta 1971,  je v osrednja srednjeevropska ustanova, ki proučuje, zbira, dokumentira, razstavlja in promovira domačo in mednarodno naivno in samorastniško umetnost.
Galerija s programom skrbi za izmenjavo izkušenj, pridobivanje novih znanj, spodbujanje kreativnega razmišljanja in dialoga, vključevanje raznolikih skupin obiskovalcev in razvoj okolja.
Zavod Tabor likovnih samorastnikov, ustanovljen leta 1969, ter kasneje Galerija likovnih samorastnikov Trebnje in CIK Trebnje so strokovnjaki v umetniškem svetu skupaj s sodelovanjem lokalnih deležnikov in podporo umetnikov zgradil v edinstveno ustanovo z zbirko, ki prikazuje likovne izraze 328  ustvarjalcev iz 48 držav sveta. Tako sta Tabor in galerija postala nosilca posebne oblike žive oz. nesnovne kulturne dediščine, ene oblike odprtega ateljeja, ki združuje umetnike iz mednarodnega okolja, jim olajšuje izmenjavo izkušenj ter promovira kreativnost vsakega posameznika.

## Nastanek in razvoj Tabora
Ideja o organiziranju taborov se je mag. Cirilu Pevcu porodila po razstavi Viktorja Magyarja leta 1965, ki je bila postavljena v novo odprtih prostorih osnovne šole v Trebnjem (prostori sedanjega CIK-a Trebnje). Mag. Ciril Pevec predsednik Skupščine občine Trebnje je za idejo navdušil ravnatelja Osnovne šole Trebnje in predsednika Zveze kulturno-prosvetnih organizacij Občine Trebnje Adolfa Gruma, skupaj pa sta k sodelovanju povabila predsednika sodišča in znanega režiserja ter kulturnika Janeza Gartnarja.
Zamisel o Taboru je bila uresničena leta 1968, ko je od  21. do 31. avgusta 1968 potekal I. Tabor slovenskih naivnih umetnikov. Kasneje je Tabor spreminjal imena, že leta 1969 je postal Tabor slovenskih naivnih in ljudskih slikarjev in kiparjev, leto kasneje se je imenoval Tabor slovenskih likovnih samorastnikov, leta 1974 Tabor likovnih samorastnikov Jugoslavije, leta 1992 pa se je preimenoval v Mednarodni tabor likovnih samorastnikov.
Zavod Tabor slovenskih likovnih samorastnikov je leta 1969 ustanovila Skupščina Občine Trebnje. Ravnatelj Osnovne šole Trebnje Adolf Grum je zavod vodil in organiziral njegovo delovanje. Upravni odbor Tabora je vodil predsednik sodišča in kulturnik Janez Gartnar.
Strokovno delovanje Tabora in galerije od nastanka vodi Umetniški svet, ki ga je vodil direktor Moderne galerije Ljubljana Zoran Kržišnik in ki se je v začetku novega tisočletja preimenoval v Strokovni svet.
Organizacijsko se je Tabor leta 1978 preoblikoval v Skupnost za likovno dejavnost samorastnikov, ki ga je kot predsednik predsedstva vodil Janez Gartnar. Leta 1994 je nadaljnji obstoj galerije in Tabora zagotovil Center za izobraževanje in kulturo Trebnje. Galerija sedaj deluje kot enota centra.
Likovno srečanje Tabor slovenskih naivnih umetnikov je potekal 10 dni, kasneje pa so se srečanja skrajšala in  trajala 7 dni.
»Umetniki na srečanja prihajajo, ker čutijo potrebo po medsebojnih stikih, pogovorih o problemih svojega ustvarjanja, izmenjavi izkušenj in po srečanju z ljudmi, ki ustvarjajo iz enakih vzgibov ter v enakih pogojih.«
Mednarodni tabor se vsako leto odvija od druge do tretje sobote v juniju. Od 51. Mednarodnega tabora naprej strokovni svet galerije vsako leto objavi javno povabilo k prijavi za sodelovanje na Taboru. Med prijavljenimi strokovni svet izbere sodelujoče umetnike.
Tabor se prične z uradnim odprtjem. Od nedelje do petka umetniki ustvarjajo v galeriji, kjer si obiskovalci po sistemu odprtega ateljeja lahko ogledajo ustvarjalni proces, včasih v njem tudi sodelujejo ter se z umetniki pogovarjajo. Tabor se zaključi s podelitvijo nagrade.

## Umetniški oz. strokovni svet
Umetniški svet je od nastanka Tabora skrbel za izbor udeležencev Tabora ter s tem prepoznaval kvalitetne likovne izraze. Člani so kot pisci besedil in govorniki sodelovali na razstavah ter raziskovali naivno in samorastniško umetnost. Z umeščenostjo v sočasno umetnostno dogajanje so prispevali k mednarodnem povezovanju in z umeščanjem ustvarjalcev na mednarodne razstave promovirali samorastništvo v mednarodnem prostoru. Hkrati pa so prepoznavali kvalitetne umetnike in jih spodbujali tako pri umetniškem razvoju, kakor tudi  k sodelovanju na Taborih.
Člani so ali so bili:
- Aleksander Bassin, direktor Mestne galerije Ljubljana, (član 1968–ok. 1971),
- Janez Gartnar, predsednik Okrajnega sodišča v Trebnjem, kasneje predsednik Okrožnega sodišča v Novem mestu, kulturnik in predsednik Upravnega odbora Tabora, (član 1968–2008),
- Damir Globočnik, doktor umetnostne zgodovine in zgodovine, muzejski svetnik in likovni kritik, (član od leta 2019 naprej),
- Mirko Juteršek, docent in izredni profesor na oddelku za umetnostno zgodovino na Filozofski fakulteti v Ljubljani, (član 1968–2011),
- Zoran Kržišnik, direktor Moderne galerije Ljubljana, direktor Mednarodnega grafičnega likovnega centra, podpredsednik AICA - Mednarodnega društva likovnih kritikov, predsednik umetniškega sveta Tabora in galerije (predsednik in član 1968-2008),
- Gerhard Ledić, po območju nekdanje Jugoslavije prepoznaven kot Lutajoči novinar in takrat največji zbiratelj naive, (član 1975–1995),
- Vladimir Maleković, ravnatelj Muzeja za umetnost in obrt v Zagrebu, (član 1969–1975),
- Andrej Pavlovec, ravnatelj Loškega muzeja v Škofji Loki, (član 1969, 1973–1975),
- Blaž Peršin, direktor Muzeja in galerij mesta Ljubljana, predsednik strokovnega sveta galerije (predsednik in član 2009–2018),
- Ciril Pevec, pobudnik ustanovitve Tabora, podpredsednik Upravnega odbora Tabora, predsednik strokovnega sveta galerije (predsednik 2008-2009, predsednik 2019–2021, član od leta 2008 naprej),
- Slavko Pregl,  pisatelj, založnik in urednik, (član od leta 2008 naprej),
- Maruša Stupica, arhitektka, vodja razstavnega programa v Cankarjevem domu, (članica od leta 2008 naprej),
- Ferdinand Šerbelj, doktor umetnostne zgodovine, muzejski svetnik, sodni izvedenec in cenilec za likovno umetnost, (član od leta 2019 naprej),
- Nebojša Tomašević, diplomat, glavni urednik Jugoslovenske revije, ustanovitelj mednarodne Motovunske grupe založnikov, (član 1975–2010),
- Andrejka Vabič Nose, višja kustosinja, (članica od leta 2008 naprej).

## Galerija likovnih samorastnikov Trebnje
Potreba po ustanovitvi galerije se je pojavila kmalu po prvem taboru, saj so že novembra 1969 razmišljali o ustvarjanju: 
» … središč[a] slovenskih likovnih samorastnikov, stalna galerija pa naj bi kar se da popolno prikazovala likovno samorastništvo.«
Isti vir navaja tudi, da se v Trebnjem odločajo med dvemi imeni za novo galerijo; prva možnost je bila Galerija Preatorium Latobicorum, druga pa Galerija likovnih samorastnikov Trebnje. Galerija likovnih samorastnikov Trebnje je vrata odprla 3. 9. 1971. Svoje prostore je dobila na Baragovem trgu, kjer je domovala vse do leta 2004, ko se je preselila na naslov Goliev trg 1.
Zavod Tabor je prve razstave (še pred nastankom galerije) organiziral v prostorih tedanje šole (na sedanji Kidričevi ulici 2), kasneje je razstave gostila galerija. 
V galeriji je bila na ogled stalna razstava del, hkrati so se v istih prostorih odvijale tudi začasne razstave. 
Posebni in najobsežnejši razstavni projekti so se imenovali Salon.
»Saloni so bili ustanovljeni z namenom, da predstavljajo reprezentativen prikaz najpomembnejših dosežkov jugoslovanskih naivnih slikarjev in kiparjev. Na Salonih so bila razstavljena dela številnih avtorjev, ustvarjena v obdobju od ene do druge razstave, ki so predstavljala aktualno likovno produkcijo.«
Na Salonih, ki so bili organizirani v letih 1971, 1972, 1974, 1977, 1979, 1981 in 1984, se je predstavilo 122 različnih avtorjev, med katerimi so bili tudi Janko Brašić, Ivan Generalić, Josip Generalić, Jože Horvat Jaki, Stjepan Ivanec, Dušan Jevtović, Jan Knjazovic, Ivan Lacković Croata, Sandi Leskovec, Viktor Magyar, Pero Mandić, Dobrosav Milojević, Franjo Mraz, Vangel Naumovski, Greta Pečnik, Jože Peternelj, Konrad Peternelj, Ivan Rabuzin, Anton Repnik, Lucijan Reščič, Petar Smajić, Sava Stojkov, Ivan Večenaj in številni drugi avtorji, ki se tudi nahajajo v zbirki galerije. Dogodku so predsedovali pomembni predstavniki kulturnega življenja, tako npr. Janez Milčinski, predsednik Slovenske akademije znanosti in umetnosti. Ob Salonih je komisija podeljevala veliko častno nagrado, častno priznanje Umetniškega sveta, pohvalo Umetniškega sveta, občinstvo pa je podelilo častno nagrado občinstva.
Galerija je zbirko predstavila po Sloveniji, npr. v Novem mestu, Metliki, Ljubljani … Stike je navezovala tudi širše in se povezovala z drugimi podobnimi ustanovami. Zbirko je predstavila v Stičičih v Banja Luki, na več lokacijah na Poljskem,  v Jagodini v Srbiji, v Guastalli v Italiji, v Vicqu v Franciji, v Bratislavi na Slovaškem, v Zagrebu na Hrvaškem in drugje. 
Galerija je prispevala k večji prepoznavnosti naivne umetnosti v Sloveniji, Trebnje pa je postalo generator kulturnega dogajanja v lokalnem okolju. Vsekakor pa ne gre zanemariti tudi pomembnega mednarodnega pomena galerije in njene zbirke, saj  galerija razpolaga z edinstveno zbirko, ki v svetovnem merilu izstopa po številu uveljavljanih avtorjev in številu zastopanih držav.
Poseben pomen galeriji daje Tabor likovnih samorastnikov, ki je najdlje neprekinjeno delujoče slikarsko kiparsko srečanje umetnikov samorastnikov na svetu ter ga lahko umestimo med nesnovno dediščino Slovenije. Občina Trebnje  Tabor prepoznava kot del lokalne identitete, se s Taborom in galerijo predstavlja  v tujini in ju izpostavlja kot del lastne kulturne dediščine. Zbirka je doma in v mednarodnem okolju prepoznavna kot referenčna zbirka naivne umetnosti z likovnimi deli 328 umetnikov iz 48 držav.  

### Vodenje Galerije likovnih samorastnikov Trebnje
Galerija likovnih samorastnikov Trebnje je najprej delovala pod okriljem zavoda Tabor, ki ga je vodil ravnatelj Adolf Grum. Nato se je galerija razvijala v okviru Skupnosti za likovno dejavnost samorastnikov, ki ji je predsedoval Janez Gartnar.  
Galerijo je leta 1994 pod okrilje prevzel Center za izobraževanje in kulturo Trebnje pod vodstvom direktorice Darinke Tomplak. Pod njenim vodstvom se je galerija predstavila na Slovaškem v Bratislavi na razstavi INSITA in v francoskem Vicqu. V času njenega vodenja se je galerija tudi preselila v nove prostore na Golievem trgu, kjer deluje tudi sedaj.
Leta 2005 je Tomplakovo na direktorskem mestu nasledila Patricija Pavlič, ki Center vodi še danes.

### Zbirka
- Zbirka je sestavljena iz
  - zbirke slik, grafik in risb,
  - zbirke dokumentarnega gradiva povezanega z zbirko (fotografije, članki, diapozitivi),
  - knjižnice.